# 201-й скоростной бомбардировочный авиационный полк
201-й скоростной бомбардировочный авиационный полк, — воинское подразделение вооружённых СССР в Великой Отечественной войне.

## История
Полк формировался с осени 1940 в Красногвардейске.
В составе действующей армии во время ВОВ c 22 июня 1941 по 6 сентября 1941 и с 28 июня 1942 по 8 августа 1942 года.
На 22 июня 1941 года базируется в Красногвардейске, имея на вооружении самолёты СБ в количестве 18 машин.
25 июня 1941 года вылетел в полном составе на бомбардировку аэродрома Хейнола (по другим данных Холлола), аэродром не нашёл, отбомбился по городу, был атакован финскими истребителями, потерял 6 самолётов.
Вёл боевые действия на дальних и ближних подступах к Ленинграду до сентября 1941 года, после чего отведён на переформирование.
Вновь поступил в действующую армию только к июлю 1942 года, полк участвовал в боевых действиях в течение июля 1942 — начала августа 1942 года на дальних подступах к Сталинграду.
В августе 1942 года полк расформирован.

## Полное наименование
- 201-й скоростной бомбардировочный авиационный полк

## Подчинение
| Дата            | Фронт (округ)                   | Армия      | Корпус | Дивизия (бригада)        | Примечания          |
| --------------- | ------------------------------- | ---------- | ------ | ------------------------ | ------------------- |
| 22.06.1941 года | Северный фронт                  | 23-я армия | -      | 41-я авиационная дивизия | -                   |
| 01.07.1941 года | Северный фронт                  | 23-я армия | -      | 41-я авиационная дивизия | -                   |
| 10.07.1941 года | Северный фронт                  | -          | -      | 41-я авиационная дивизия | -                   |
| 01.08.1941 года | Северный фронт                  | -          | -      | 41-я авиационная дивизия | -                   |
| 01.09.1941 года | Ленинградский фронт             | -          | -      | 41-я авиационная дивизия | -                   |
| 01.10.1941 года | -                               | -          | -      | -                        | на переформировании |
| 01.11.1941 года | -                               | -          | -      | -                        | на переформировании |
| 01.12.1941 года | -                               | -          | -      | -                        | на переформировании |
| 01.01.1942 года | Резерв Ставки ВГК               | -          | -      | -                        | -                   |
| 01.02.1942 года | Северо-Кавказский военный округ | -          | -      | -                        | -                   |
| 01.03.1942 года | Северо-Кавказский военный округ | -          | -      | -                        | -                   |
| 01.04.1942 года | Северо-Кавказский военный округ | -          | -      | -                        | -                   |
| 01.05.1942 года | Северо-Кавказский военный округ | -          | -      | -                        | -                   |
| 01.06.1942 года | Сталинградский военный округ    | -          | -      | -                        | -                   |
| 01.07.1942 года | -                               | -          | -      | -                        | не установлено      |
| 01.08.1942 года | -                               | -          | -      | -                        | не установлено      |

## Командиры
- Недосекин Павел Владимирович[2], с 09.1940 г. по 07.1942 г.